# IC 2183
IC 2183 је ознака објекта на координатама са ректансцензијом 7h 16m 56,0s и деклинацијом - 20° 24" 36'. Открио га је Делајл Стјуарт, 1900. године. Каснијим посматрањима на том положају није уочен никакав астрономски објекат.